# Ismael Pineda
Ismael Pineda (nacido el 6 de enero de 1989 en Matamoros, Tamaulipas) es un futbolista mexicano que juega en la posición de mediocampista. Actualmente juega con Brownsville Barracudas FC de la Major Arena Soccer League de Estados Unidos y con La Ranita de la Liga Veteranos XXI de Matamoros Tamaulipas

## Trayectoria
Ismael debuta con Monarcas el domingo 7 de febrero de 2010 en un partido contra Indios de Ciudad Juárez , correspondiente a la fecha 4 del torneo Bicentenario.

### Clubes
| Club                | País   | Año         |
| ------------------- | ------ | ----------- |
| Monarcas Morelia    | México | 2009 - 2011 |
| Neza                | México | 2011 - 2013 |
| Delfines del Carmen | México | 2013 - 2014 |
| Atlético Chiapas    | México | 2015        |
| La Ranita           | México | 2024        |

## Palmarés

### Copas internacionales
| Título                   | Equipo           | Sede           | Año  |
| ------------------------ | ---------------- | -------------- | ---- |
| SuperLiga Norteamericana | Monarcas Morelia | Estados Unidos | 2010 |